# Cesare Marchetti
Cesare Marchetti (Castelnuovo Garfagnana, 12 maggio 1927 – Pontassieve, 16 aprile 2023) è stato un fisico italiano, noto per i suoi lavori nel campo delle tecnologie energetiche e delle analisi dei sistemi  con l'applicazione delle equazioni logistiche.

## Biografia
Compì i suoi studi a Lucca fino alla maturità classica. Nel 1944 si iscrisse all'università di Pisa e vinse anche il concorso per entrare alla Scuola Normale Superiore di Pisa. Seguì i corsi di Fisica, conseguì la Laurea e nel 1949 ottenne una borsa di studio presso il Niels Bohr Institute di Copenhagen.
Tra il 1950 e il 1955 a Milano presso l'Istituto CISE (Centro Informazioni Studi Esperienze di Enel e Montecatini) fu ricercatore nel campo dell’energia nucleare e studiò i metodi di produzione dell'acqua pesante.
Dal 1956 al 1958 all'Istituto Battelle di Ginevra, lavorò nella chimica applicata ai sistemi meccanici degli orologi ed in particolare sui lubrificanti e sull'attrito. 
Nel 1958 fu a capo della Divisione di Chimica Fisica presso la società Agip Nucleare, con ricerca applicata ai sistemi di generazione nucleare.
Dal 1959 al 1973 fu Direttore della Divisione Materiali presso i Centri di Ricerca di Ispra (Italia) e Petten (Olanda) che sono parti del Centro Comune di Ricerca dell‘ EURATOM (CCR). All’inizio di questo periodo(1959 – 60) trascorse due anni in Canada come rappresentante EURATOM per la ricerca sulla ottimizzazione dei reattori nucleari.
Iniziò anche una consulenza ventennale con i top ten della General Electric a Schenectady e Fairfield  (USA) per la previsione ed il problem solving.  Uno sviluppo di rilievo in GE fu l’applicazione della tecnologia delle turbine a gas, già utilizzate come motori degli aeroplani, per produrre elettricità.  Nella versione perfezionata da Marchetti il rendimento saliva dal 40 al 65%. 
Dal 1974 lavorò come analista di sistemi presso lo IIASA – International Institute for Applied System Analysis, a Laxenburg, Austria. Nei primi 10 anni si dedicò con particolare attenzione al campo delle energie, poi estendendo l‘area di ricerca e di applicazione dell'Analisi dei Sistemi alla descrizione e previsione negli ambiti assai diversificati dell'innovazione tecnologica, dell'evoluzione dei sistemi economici e sociali, della dinamica della popolazione, dei sistemi di trasporto, dei processi storici, degli eventi bellici, dei sistemi bancari, oltre che dei cicli di creatività di musicisti, pittori e scienziati, nonché dell’evoluzione dei limiti della conoscenza e della dinamica degli imperi e delle religioni. 
Queste analisi rivelarono il ruolo fondamentale delle equazioni logistiche nella descrizione e previsione.
Mantenne attivo il suo rapporto con lo IIASA come senior research scholar, dividendo il tempo tra Laxemburg e la sua villa tra le vigne e gli ulivi nelle colline a nord di Firenze. Qui morì il 16 aprile 2023.

## Onorificenze
Nel 1974 venne nominato Direttore Onorario della Comunità Europea. Nel 1979 ricevette la laurea Honoris Causa in Scienze presso l’Università di Strathclyde, Glasgow, UK.
Cesare Marchetti era membro onorario dell‘ Albo degli Ingegneri della Toscana, membro del consiglio della International Association for Hydrogen Energy, coeditor di International Journal of Hydrogen Energy e Journal of Forecasting.

## Ricerche
Cesare Marchetti ha pubblicato più di 200 articoli su argomenti di analisi dei sistemi, fisica nucleare e industria dell'energia in generale. Oltre a questi temi, ha anche descritto futuri scenari di applicazione di tecnologie dell’idrogeno e dei trasporti. Ha applicato le analisi di sistema ai più svariati argomenti. Qui in sintesi i più significativi campi di ricerca divisi per periodi.
Tra il 1950 ed il 1955 (al Cise di Milano ed a Bariloche in Argentina)  è attivo nella ricerca di processi per la produzione di acqua pesante per la costruzione di reattori ad uranio naturale, in quel momento il solo tipo di reattore disponibile fuori dagli USA per usi civili. Sono i primi anni della Guerra Fredda con una grande competizione nella ricerca dei metodi migliori per ottenere energia dal nucleare. Marchetti trova nuovi metodi termochimici per la produzione di acqua pesante (D2O).
Tra il 1956 ed il ‘58 (Istituto Battelle di Ginevra) gli viene affidata la ricerca per un lubrificante per orologi con una durata illimitata nel tempo. La soluzione trovata consiste in un lubrificante gassoso, ancora in uso per gli orologi meccanici. 
Nel 1958 nasce Agip Nucleare e Marchetti, a 31 anni, è il Direttore di una sezione del Centro di Ricerca con 50 ricercatori dedicati allo sviluppo delle tecnologie necessarie alla progettazione di Reattori Nucleari.
Prosegue poi come Responsabile EURATOM e Direttore di un centro di Ispra con 300 ricercatori sempre nel campo delle tecnologie applicate per lo sviluppo dei materiali per le centrali nucleari ed i procedimenti per la eliminazione delle scorie. Conclude questo periodo nel 1973 proponendo e sperimentando un sistema innovativo per l’autoaffondamento dei residui radioattivi. Proposta che non viene accolta dai gestori delle scorie dei programmi europei ed italiani di sviluppo dell’energia nucleare. 
Dal 1972, anno di fondazione dello IIASA, lavora come analista di sistemi rimanendo nel campo delle energie per descrivere la sostituzione delle varie fonti nel corso della storia: dal legno al carbone vegetale al carbon fossile al petrolio al gas metano al nucleare. Dalle fonti di energia il raggio di ricerca si allarga alle innovazioni e vengono applicati gli schemi descritti dalle logistiche alla evoluzione di varie tecnologie. La sequenza di innovazioni può, infatti, essere descritta (e predetta) usando le equazioni di Volterra.
Questa tecnica di analisi permette di quantificare e prevedere a partire da una base dati conosciuta l’evolversi dell’utilizzazione di quella tecnologia e può essere applicata a qualsiasi tipo di innovazione rivelando profonde regolarità nell'evoluzione dei sistemi rispettando i Cicli di Kondratiev dove si rivela una regolare pulsazione delle economie con un periodo di circa 50 anni.
Questo tipo di analisi logistica è stato applicato allo IIASA, con successo, a circa 2000 casi di natura molto variegata: dalla costruzione delle Cattedrali Gotiche in Europa e delle Moschee, alla produzione musicale di Mozart, dalla lunghezza delle ferrovie in varie parti del mondo alla grandezza degli Imperi. Con la possibilità di descrivere e prevedere con precisione anche per secoli.
Tra i tanti interventi e saggi nel 1979 pubblica un articolo dal criptico titolo  “10 alla 12” in cui confuta una tesi del Club di Roma che poneva come limite alla crescita della Società Umana, rispetto alla capacità del pianeta di sostenere, per ragioni soprattutto alimentari, non più di 15 miliardi di persone. Con la produzione di cibi sintetici, nella visione di Marchetti, questo limite non c’è più e la popolazione umana può arrivare fino a cifre molto grandi (fino a 1012 cioè 1000 miliardi) definite da limiti di altra natura e non per l’alimentazione che si dovrebbe basare sul ciclo dell’idrogeno e dei batteri che trasformano una base energetica in cibo così come avviene, da migliaia di anni, per pane, vino e formaggi.
Contribuisce alla nascita degli studi sul cronourbanismo (oggi noti nel concetto di città di 15 minuti), ma era nel settembre del 1985, con la sua previsione (poi indovinata) che quel delitto del mostro di Firenze sarebbe stato l'ultimo, a portarlo nelle cronache nazionali.

## Leonardo
A partire dalla metà degli anni 90 Marchetti inizia una vasta ricerca su Leonardo da Vinci. Applicando alle opere conosciute le formule già ampiamente sperimentate su tanti soggetti risultava che sulle curve logistiche ci fosseromolti vuoti. Evidentemente la già vasta produzione leonardesca era presumibilmente ancora più numerosa. Per riempire i vuoti Marchetti comincia a studiare in dettaglio, con l’ausilio della macrofotografia e dell’ingrandimento, le opere attribuite a Leonardo per scoprire dei dettagli-firma. Con un visus più o meno di 25/10 e solo due ore di sonno per notte, Leonardo continuava a disegnare nel micro riempiendo i più minuscoli dettagli con figurine relative ai suoi problemi e anche con la firma LdV. Sigla e micro disegni danno una base facile per l’attribuzione dei quadri o parti di quadro di quel periodo storico.  La curva si ricompone e i vuoti vengono riempiti secondo le aspettative suggerite dalle logistiche.
Quest’esplorazione delle opere leonardesche porta ad un’inedita e sorprendente analisi della personalità del grande artista oberato da gravi problemi legati ad una difficile infanzia in quel di Vinci. Naturalmente il punto di vista innovativo proposto, sia pur supportato con innumerevoli fatti e foto a riprova, è stato accolto con sospetto e scandalo dall’accademia e sostanzialmente ignorato. Ma questo, secondo Marchetti, è normale, dato che il sistema per assimilare nuove verità profonde ha bisogno di una cinquantina di anni, il famoso Ciclo di Kondratiev.

## Pubblicazioni
Un'ampia raccolta di titoli è reperibile in CESARE MARCHETTI WEB ARCHIVE